# Evropský hokejový pohár 1973/1974
9. ročník hokejového turnaje European Cupu.Vítězem turnaje se stala CSKA Moskva.

## 1. kolo
- HC Bolzano (Itálie) - Ferencvárosi TC Budapest (Maďarsko) 4:6, 3:7
- EV Füssen (NSR) - HC Chamonix (Francie) 10:5, 9:5
- Klagenfurter AC (Rakousko) - CSKA Septemvrijsko zname Sofija (Bulharsko) 12:1, 4:4
- Tilburg Trappers (Nizozemsko) - Cercle des Patineurs Liège (Belgie) 10:5, 11:6
- HK Jesenice (Jugoslávie) - TJ Tesla Pardubice 4:8 (1:2,3:3,0:3) 29. září 1973 (obě utkání v Jesenicích)
- HK Jesenice - TJ Tesla Pardubice 2:6 (0:1,1:2,1:3) 30. září
- Vålerenga IF (Norsko) - Herning IK (Dánsko) 6:2, 5:1
- Jokerit Helsinki (Finsko) - SG Dynamo Weißwasser (NDR) 2:1, 3:1
- Leksands IF (Švédsko) - HC La Chaux-de-Fonds (Švýcarsko) HC La Chaux-de-Fonds odstoupil

## 2. kolo
- EV Füssen - Ferencvárosi TC Budapest 7:8, 3:5
- Klagenfurter AC - Tilburg Trappers 5:5, 3:8
- Vålerenga IF - TJ Tesla Pardubice 1:2 (1:0,0:2,0:0) 16. ledna 1974
- TJ Tesla Pardubice - Vålerenga IF 11:1 (4:0,2:1,5:0) 26. ledna
- Leksands IF - Jokerit Helsinki 7:6, 4:3

## 3. kolo
- Tilburg Trappers - Ferencvárosi TC Budapest 11:2, 5:6
- TJ Tesla Pardubice - Leksands IF 4:2 (3:1,0:1,1:0) 25. srpna
- Leksands IF - TJ Tesla Pardubice 3:1 (0:0,1:0,2:1) SN 1:2, 1. září

## Semifinále
- Tilburg Trappers - TJ Tesla Pardubice 1:7 (0:1,0:2,1:4) 8. prosince 1974 (obě utkání v Tilburgu)
- Tilburg Trappers - TJ Tesla Pardubice 3:8 (2:3,0:2,1:3) 10. prosince

## Finále
(22. srpna a 2. září 1975)
- TJ Tesla Pardubice - CSKA Moskva 3:2 (1:0,1:1,1:1) 22. srpna 1975
- CSKA Moskva - TJ Tesla Pardubice 6:1 (3:0,2:0,1:1) 2. září